# Marcus Borg
Marcus Joel Borg (11 de marzo de 1942 - 21 de enero de 2015) fue un erudito y teólogo estadounidense del Nuevo Testamento. Fue una de las voces más conocidas e influyentes del cristianismo liberal. Borg fue miembro del Seminario de Jesús y una figura importante en la erudición histórica de Jesús . Se jubiló como Profesor Distinguido de Religión y Cultura en la Universidad Estatal de Oregón en 2007. Murió ocho años después, a la edad de 72 años, de fibrosis pulmonar idiopática en su casa de Powell Butte, Oregón .

## Educación
Borg nació el 11 de marzo de 1942 en Fergus Falls, Minnesota, y se crio en una familia luterana en Dakota del Norte . Tras la escuela secundaria, asistió al Concordia College en Moorhead, Minnesota, donde se especializó en ciencias políticas y filosofía . Aunque plagado de dudas cuando era joven,  después de sus estudios universitarios, aceptó una beca teológica de los hermanos Rockefeller para estudiar en el Union Theological Seminary de la ciudad de Nueva York, donde se familiarizó con la teología liberal . Una de sus más profundas influencias durante sus años de seminario fue el teólogo W. D. Davies . Después de sus estudios en Union, se matriculó en Mansfield College, Oxford, donde obtuvo tanto su Maestría en Teología como su Doctorado en Filosofía .

## Carrera
Enseñó en Concordia College en Moorhead, Minnesota, de 1966 a 1969 y de 1972 a 1974; en la Universidad Estatal de Dakota del Sur en Brookings de 1975 a 1976; y en el Carleton College en Northfield, Minnesota, de 1976 a 1979. Fue miembro de la facultad en la Universidad Estatal de Oregón desde 1979 hasta su jubilación en 2007 como Profesor Distinguido en Religión y Cultura y la Cátedra Hundere Endowed en Estudios Religiosos. Fue nombrado presidente del Departamento de Estudios Religiosos en enero de 1988 que se cerró al final del año académico 1991-1992 y se convirtió en miembro de la facultad en el Departamento de Filosofía. Durante su estancia en la universidad de Oregon State, organizó y dirigió dos simposios televisados a nivel nacional, uno en 1996 (Jesús en 2000) y otro en 2000 (Dios en 2000). Borg también se desempeñó como profesor invitado de Nuevo Testamento en la Pacific School of Religion, Berkeley (1989–1991) y profesor invitado distinguido en la Universidad de Puget Sound, Tacoma, Washington (1986–1987).
Fue presidente nacional de la Sección de Jesús Histórico de la Sociedad de Literatura Bíblica, copresidente de su Comité del Programa Internacional del Nuevo Testamento y presidente de la Asociación Anglicana de Estudiosos de la Biblia. En mayo El 31 de enero de 2009, fue instalado como el primer teólogo canónico en Trinity Episcopal Cathedral de Portland, Oregón. 
Borg colaboró de manera frecuente con su amigo John Dominic Crossan. Fue amigo de NT Wright desde que coincidieron en Oxford, a pesar de tener diferencias teológicas. Ambos discutieron esas diferencias en su libro El Significado de Jesús: Dos Visiones (1999, rev. 2007). Borg aparecía a menudo en programas como PBS, NPR y National Geographic, así como en ABC World News y The Today Show. En 2001, debatió con William Lane Craig sobre la resurrección de Jesús. Borg también debatió con el erudito en el Nuevo Testamento Craig Blomberg y el apologista evangélico James White sobre temas como la confiabilidad histórica de los evangelios y el Jesús histórico .

## Obras

### Libros
- Borg, Marcus J. (1971). Conflict and Social Change. Minneapolis, MN: Augsburg Press. ISBN 978-0806694610. OCLC 249688883.
- Borg, Marcus J. (1976). The Year of Luke: Advent/Christmas/Epiphany. Lectionary Bible Studies. Minneapolis, MN: Augsburg Press. OCLC 3300556.
- Borg, Marcus J. (1983). Conflict, Holiness and Politics in the Teachings of Jesus. Studies in the Bible and early Christianity 5. Lewiston, New York: Edwin Mellen Press. OCLC 646293845. - based on the author's thesis
- Borg, Marcus J. (1987). Jesus: A New Vision: spirit, culture, and the life of discipleship. San Francisco: Harper & Row. ISBN 9780060609146. OCLC 16802118.
- Borg, Marcus J. (1994). Jesus in Contemporary Scholarship. Valley Forge, PA: Trinity Press International. ISBN 978-1563380945.
- Borg, Marcus J. (1994). Meeting Jesus Again for the First Time: the historical Jesus & the heart of contemporary faith. San Francisco, CA: HarperSanFrancisco. ISBN 9780060609160. OCLC 28293990.
- Borg, Marcus J. (1997). The God We Never Knew: Beyond Dogmatic Religion to a More Authentic Contemporary Faith. San Francisco, CA: HarperSanFrancisco. ISBN 978-0060610357. OCLC 36112177.
- Borg, Marcus J.; Wright, N. T. (1999). The Meaning of Jesus: Two Visions. San Francisco, CA: HarperSanFrancisco. ISBN 9780060608750. OCLC 39659736.
- Borg, Marcus J. (2001). Reading the Bible Again for the First Time: Taking the Bible Seriously but Not Literally. San Francisco, CA: HarperSanFrancisco. ISBN 9780060609184. OCLC 45201973.
- Borg, Marcus J.; Allison, Dale C.; Crossan, John Dominic; Patterson, Stephen J. (2001).  Miller, Robert J., ed. The Apocalyptic Jesus: A Debate. San Francisco, CA: HarperSanFrancisco. ISBN 978-0944344897. OCLC 52127660.
- Borg, Marcus J. (2003). The Heart of Christianity: Rediscovering a Life of Faith. San Francisco, CA: HarperSanFrancisco. ISBN 978-0060730680. OCLC 52127660.
- Borg, Marcus J. (2006). Jesus: Uncovering the Life, Teachings, and Relevance of a Religious Revolutionary. San Francisco, CA: HarperSanFrancisco. ISBN 9780060594459. OCLC 71223443.
- Borg, Marcus J.; Scorer, Tim (2006). Living the Heart of Christianity: A Guide to Putting Your Faith into Action. San Francisco, CA: HarperSanFrancisco. ISBN 9780061118425. OCLC 1031049411.
- Borg, Marcus J.; Crossan, John Dominic (2006). The Last Week: what the gospels really teach about Jesus's final days in Jerusalem. San Francisco, CA: HarperSanFrancisco. ISBN 9780060872601. OCLC 81290814.
- Borg, Marcus J.; Crossan, John Dominic (2007). The First Christmas: What the Gospels Really Teach About Jesus' Birth. New York: Harper One. ISBN 9780061430701. OCLC 154686566.
- Borg, Marcus J.; Crossan, John Dominic (2009). The First Paul: Reclaiming the Radical Visionary Behind the Church's Conservative Icon. New York: HarperCollins. ISBN 9780061430725. OCLC 781193234.
- Borg, Marcus J. (2009). Conversations with Scripture - The Gospel of Mark. Anglican Association of Biblical Scholars Study Series 6. Harrisburg, NY: Morehouse Publishing. ISBN 9780819223395. OCLC 318413955.
- Borg, Marcus J. (2010). Putting Away Childish Things: A Tale of Modern Faith. New York: Harper One. ISBN 9780061888144. OCLC 456180602.
- Borg, Marcus J. (2011). Speaking Christian: Why Christian Words Have Lost Their Meaning--and how they can be restored. New York: Harper One. ISBN 9780061976582. OCLC 1054371747.
- Borg, Marcus J. (2013). Evolution of the Word: The New Testament in the Order the Books Were Written. New York: Harper One. ISBN 9780062082107. OCLC 760977811.
- Borg, Marcus J. (2014). Convictions: How I Learned What Matters Most. New York: Harper One. ISBN 9780062269980. OCLC 914245518. - (published in the UK as Convictions: A Manifesto for Progressive Christians)
- Borg, Marcus J. (2017). Days of Awe and Wonder: how to be a Christian in the twenty-first century. New York: Harper One. ISBN 9780062457332. OCLC 974947285.

### Ediciones
- Borg, Marcus J.; Powelson, Mark; Mark Powelson, eds. (1996). The Lost Gospel Q: The Original Sayings of Jesus. Berkeley, CA: Ulysses Press. ISBN 978-1569751893. OCLC 35548796.
- Borg, Marcus J., ed. (1996). Jesus at 2000. Boulder, CO: Westview Press. ISBN 978-0813332536. OCLC 36029201.
- Borg, Marcus J.; Riegert, Ray; Ray Riegert, eds. (1997). Jesus and Buddha: The Parallel Sayings. Berkeley, CA: Ulysses Press. ISBN 9781569751213. OCLC 36675971.
- Borg, Marcus J.; MacKenzie, Ross H.; Ross H. MacKenzie, eds. (2001). God at 2000. Harrisburg, PA: Morehouse Publishers. ISBN 9780819218582. OCLC 44769045.

### Capítulos
- Borg, Marcus J. (1994). «The Palestinian background for a life of Jesus».  En Shanks, Hershel, ed. The Search for Jesus: Modern Scholarship Looks at the Gospels. Washington, DC: Biblical Archaeology Society. pp. 37–58. ISBN 978-1880317143. OCLC 30814637.
- Borg, Marcus J. (1994). «Portraits of Jesus».  En Shanks, Hershel, ed. The Search for Jesus: Modern Scholarship Looks at the Gospels. Washington, DC: Biblical Archaeology Society. pp. 83–108. ISBN 978-1880317143. OCLC 30814637.
- Borg, Marcus J. (2007). «Executed by Rome, Vindicated by God».  En Jersak, Brad; Hardin, Michael; Michael Hardin, eds. Stricken by God?: nonviolent identification and the victory of Christ. Grand Rapids, MI: Eerdmans. pp. 150–65. ISBN 978-0-9780174-7-7. OCLC 938602456.